# Badminton-Europapokal 1994
Die 17. Auflage des Badminton-Europapokals fand vom 22. bis zum 24. September 1994 im tschechischen Most statt. Dabei kam es zu einer Neuauflage des Finales vom Vorjahr. Der dänische Verein Lillerød BK besiegte dabei den schwedischen Verein Göteborgs BK mit 5:2. Die Vorrunde wurde in sechs Gruppen zu je vier Mannschaften ausgetragen. 

## Die Ergebnisse

### Finale
| Finale      |     |              |
| Lillerød BK | 5–2 | Göteborgs BK |

### Halbfinale
| Halbfinale  |     |                       |
| Lillerød BK | 5–2 | SC Bayer 05 Uerdingen |

### Viertelfinale
| Viertelfinale         |     |                             |
| SC Bayer 05 Uerdingen | 4–3 | Avantgard Technochim Moskau |

## Gruppenphase

### Gruppe C
- 1. SC Bayer 05 Uerdingen
- 2. Kiniszi SE Debrecen
- 3. Penarth BC
- 4. LKS Technika Glubczyce

### Gruppe E
- 1. Avantgard Technochim Moskau

## Endstand
- 1. Lillerød BK (DEN)
- 2. Göteborgs BK (SWE)
- 3. SC Bayer 05 Uerdingen (GER)
- 3. Drink BC Nuenen (NED)
- 5. Avantgard Technochim Moskau (RUS)
- 5. Helsinki Tapion Sulka (FIN)
- 9. SC Meteor Dnjepropetrowsk (UKR)
- 9. CA Nadir (ESP)
- 9. Kiniszi SE Debrecen (UNG)
- 9. SK Meteor Prag (CZE)
- 9. BC Olympic Lausanne (SUI)
- 9. Kristiansand BK (NOR)
- 13. CYM BC Dublin (IRL)
- 13. TBC Reykjavík (ISL)
- 13. Penarth BC (WAL)
- 13. BK BIT Ljubljana (SLO)
- 13. IBMC Issy-les-Moulineaux (FRA)
- 13. Marítimo Funchal (POR)
- 19. LBC Heule (BEL)
- 19. Akademik BC Ljulin (BUL)
- 19. LKS Technika Glubczyce (POL)
- 19. ASV Pressbaum (AUT)
- 19. SC Meran (ITA)
- 19. Residence Walferdange (LUX)